# Марсик, Мартен Пьер
Мартен Пьер Жозеф Марсик (фр. Martin Pierre Joseph Marsick; 9 марта 1847, Жюпий (ныне в составе Льежа) — 21 октября 1924, Париж) — бельгийский скрипач, композитор и музыкальный педагог.

## Биография
Первые уроки музыки получил у отца. В семилетнем возрасте был принят в Королевскую консерваторию в Льеже, начал учиться игре на скрипке у Дезире Хейнберга, занимался также фортепиано и органом. С 12 лет работал церковным органистом. Окончив Льежскую консерваторию с золотой медалью в 1864 году, продолжил учебу в консерватории Брюсселя под руководством И. Г. Куфферата (композиция) и Юбера Леонара (скрипка), с 1868 — ученик профессора Парижской консерватории Ламбера Массара (скрипка). В 1870—1871 гг. совершенствовался у Йозефа Иоахима в Берлине.
В 1871 году Марсик был принят в недавно созданный Société Nationale de Musique в Париже. В 1873 г. дебютировал в «Популярных концертах» в Париже. В течение 1875—1895 годов выступал в концертах в сотрудничестве с ведущими дирижёрами Парижа — Ш. Ламурё, Ж. Падлу и Э. Колонном. Совершил ряд турне по странам Европы, в том числе в Москве и Петербурге (1880 и 1885), позднее — в США.
Как ансамблист участвовал в качестве первой или второй скрипки в различных «звёздных» составах, выступая совместно с Камилло Сивори, Луи ван Вафельгемом, Полем Виардо, Гийомом Реми, Жюлем Дельсаром, а также с трио виолончелистов Анатолия Брандукова и пианистом Владимиром фон Пахманом.
Обладал отточенной виртуозной техникой, энергичной, темпераментной манерой игры. Исполнял, главным образом, классическую музыку; пропагандировал скрипичные и камерно-инструментальные произведения П. И. Чайковского (в 1888 под управлением Чайковского исполнил в Париже его скрипичный концерт). В 1880 г. участвовал в премьерном исполнении квинтета Сезара Франка.
Был профессором Парижской консерватории с 1892 до 1900 года. Воспитал ряд известных учеников, среди них: Шимон Пульман, Карл Флеш, Жак Тибо и Джордже Энеску.
В 1900 году бросил жену и бежал за границу с замужней женщиной, которая позже вернулась к мужу, а Марсик вернулся в Париж в 1903 году. Его профессиональная карьера в результате скандала пошла на спад, и музыкант умер в нищете.
Автор скрипичных произведений (3 концерта, многочисленные пьесы с фортепиано; обработки для скрипки, в том числе Вальса-каприса А. Г. Рубинштейна) и школы для скрипки.
Опубликовал серию упражнений для пальцев под названием «Eureka» (1906) и учебник «La Grammaire du violon» (1924). Автор септета «Воспоминания о Неаполе» .
Выступал на концертах, играя на старинной скрипке, изготовленной в 1715 году Страдивари, названной позже Марсик-Страдивари. С 1966 по 1974 год на этом инструменте играл Давид Ойстрах.